# HC Encoder
HC Encoder, también llamado HC o HCEnc, es un codificador de vídeo MPEG2 creado por el desarrollador independiente hank315. Comúnmente utilizado para crear SVCD y DVD, destaca por ser desarrollado desde cero, en Fortran, por una sola persona, y aun así ofrece calidad comparable con productos comerciales como CCE o TMPGEnc, entre otros. Debido al estado beta (fase de pruebas) del programa (versión 0.24), hank315 ha decidido concentrarse ante todo en el núcleo codificador, por lo que la interfaz es escueta (GUI externa), y los formatos de entrada muy limitados (solo proyectos de DGIndex y Avisynth), pero la velocidad es considerablemente alta (superior a TMPGEnc y a Canopus ProCoder, y en casos de procesadores de múltiples núcleos casi igual a CCE), y la calidad de vídeo, según algunos informes en foros de discusión, llega a superar a CCE (que es considerado el punto de referencia en cuanto a calidad) en ciertas circunstancias (contenido entrelazado), y a casi igualarlo en otras.
Suele utilizarse en combinación con DVDRebuilder para crear copias de seguridad de DVD.
La versión más reciente agrega soporte para codificación en alta resolución (1920 x 1152), la inclusión de zonas, que permiten ajustar la tasa de bits de escenas específicas, soporte para instrucciones SSE4, mejoras en la velocidad de codificación del perfil best, soporte para codificación usando procesadores de núcleos múltiples, capacidad para crear videos 4:3 pan & scan, y capacidad de usar adaptative quantization, un método de codificación que distribuye la tasa de bits de la imagen de manera que las partes más «visibles» tengan menor compresión.